# Ngao (huyện)
Ngao (tiếng Thái: งาว) là một huyện (amphoe) của tỉnh Lampang, miền bắc Thái Lan.

## Địa lý
Các huyện giáp ranh (từ phía nam theo chiều kim đồng hồ): Mae Mo, Chae Hom và Wang Nuea của tỉnh Lampang, Mueang Phayao, Dok Khamtai của tỉnh Phayao, Song của tỉnh Phrae.

## Lịch sử
Ban đầu tên là Mueang Ngao, huyện đã được đổi tên thành Ngao năm 1938, do tiếp đầu ngữ mueang được dùng cho tỉnh lỵ.

## Hành chính
Huyện này được chia ra thành 10 phó huyện (tambon), các đơn vị này lại được chia thành 78 làng (muban). Hon Wang Nuea là một thị trấn (thesaban tambon) nằm trên toàn bộ diện tích tambon Luang Nuea. Có 9 Tổ chức hành chính tambon.
| STT. | Tên        | Tên Thái | Số làng | Dân số |  |
| ---- | ---------- | -------- | ------- | ------ |  |
| 1.   | Luang Nuea | หลวงเหนือ | 6       | 5.020  |  |
| 2.   | Luang Tai  | หลวงใต้   | 8       | 6.189  |  |
| 3.   | Ban Pong   | บ้านโป่ง   | 10      | 7.173  |  |
| 4.   | Ban Rong   | บ้านร้อง   | 11      | 6.616  |  |
| 5.   | Pong Tao   | ปงเตา    | 11      | 8.846  |  |
| 6.   | Na Kae     | นาแก     | 5       | 3.824  |  |
| 7.   | Ban On     | บ้านอ้อน   | 8       | 5.049  |  |
| 8.   | Ban Haeng  | บ้านแหง   | 8       | 6.773  |  |
| 9.   | Ban Huat   | บ้านหวด   | 6       | 4.889  |  |
| 10.  | Mae Tip    | แม่ตีบ     | 5       | 4.434  |  |